# Alexei Eremenko
Aleksey Yeromenko (Rostov do Don, 24 de março de 1983) é um futebolista russo naturalizado finlandês que atua como meio-campista
atacante. Atualmente, joga no FF Jaro na cidade de Jakobstad.
Já atuou no FC Jokerit, no HJK Helsinki, no Lecce, no Saturn, no FC Metalist Kharkiv e na Seleção Finlandesa de Futebol.
Alexei é irmão mais velho de Roman Eremenko, que atua no Dínamo de Kiev.